# Адуево (Калужская область)
Адуево — село в Медынском районе Калужской области России. Административный центр сельского поселения «Село Адуево».

## Название
Название восходит к фамилии княжеского рода Одоевские, правителей  удельного Одоевского княжества и города Одоев.
Ранее в источниках называлось Одуевское , Одоевское и Пирютино.

## География
Через село протекает река Нига, на реке устроен ряд прудов.

## История
Впервые упомянуто в актах XVII века как поместье князя Алексея Юрьевича Сицкого, сельцо на тот момент состояло из 15 крестьянских дворов. После Польской интервенции превратилось в пустошь.
В 1649 году упомянута церковная земля Николы Чудотворца на Крутом, что у деревни Тирютино села Одоевское, во владении боярина Глеба Ивановича Морозова, первой женой которого была дочь князя Алексея Сицкого, Авдотья Алексеевна.
В 1671—1674 годах церковная земля Николы Чудотворца на Крутом во владении стольника И. Б. Камынина, впоследствии казначея царя Фёдора Алексеевича, находится в Лужецком стане Боровского уезда.
В 1678 году Одоевское (Пирютино) — вотчинное село Лужецкого стана Боровского уезда, при селе церковь Воскресения Христа.
Каменная Воскресенская церковь была сооружена в Адуево князем Александром Александровичем Урусовым в 1763 году. В приход церкви входили располагавшиеся на реке Онеге (сейчас Ниге) деревни Покровка, Синявино, Марютино, Улановка и Брюхово. До настоящего времени церковь не сохранилась.
В 1782 году селом и деревнями Синявино, Девкино и Марютино владел князь Александр Александрович Урусов.
В 1812 году село принадлежало П. Бутурлиной.
В 1840 году в селе появилось училище с ремесленными классами, в 1899 была открыта церковно-приходская школа.
В 1843 году селом и деревнями при нём владел князь Лев Викторович Кочубей.
В 1861 году владелец Адуево и Кожухово — Лев Викторович Кочубей
Далее селом владели также князья Кочубеи: в 1880 — Н. Я. Кочубей, в 1906 — Л. В. Кочубей. Последним владельцем села стал А. Е. Клюкин.
Жители Адуево участвовали в крестьянском восстании в Медынском уезде в ноябре 1918 года, которое было быстро подавлено. Часть восставших расстреляли, в том числе 29 жителей села. В октябре 1941 года оккупировано немецкими войсками, освобождено в январе 1942 года.
В годы Великой Отечественной войны в Адуеве располагался военный аэродром сначала 13-го РАБ, затем, 18-го РАБ. На 13 марта 1942 года на аэродроме базировался 627 иап в составе 7 самолётов И-16 (5 исправных и 2 неисправных) и 10 лётчиков. Аэродромное обслуживание на тот момент обеспечивал 258 бао. 13 марта 1942 года 627 иап переводился с аэродрома Адуево на аэродром Износки. С 7 января 1942 года 627 иап действовал в составе ВВС 43-й армии Западного фронта, где принимал участие в Ржевский-Вяземской операции. 13 марта 1942 года с аэродрома Инютино на аэродром Адуево переведён 566 шап. В 1942 году полк воевал на Западном фронте в районах Юхнова, Людиново, Болхова, Жиздры.  В конце мая 1943 года 566 шап, в составе 18 самолётов Ил-2 (1 - неисправный), перелетел на аэродром Песоченский для участия в Орловско-Брянской наступательной операции. В июне 1943 года с аэродрома Адуево, имея в своём составе 19 самолётов Пе-2, действовал 130 Гомельский бап (204 бад). В ожидании предстоящего наступления 11 Гв. Армии, участвовал в массированных налётах на Брянский аэроузел, занимаемый в то время вражеской авиацией.  Осенью 1943 года сюда перебазировался 17-й гвардейский Рославльский авиационный полк дальнего действия, ранее действующий с аэродрома Монино. В декабре 1943 года полк перебазировался на новый оперативный аэродром Макарово (близ Калинина). С адуевского аэродрома полк совершил 189 боевых вылетов из них 90 в интересах содействия войскам Ленинградского фронта, обороне Ленинграда.

### Административно-территориальная принадлежность
В 17 веке в составе Лужецкого стана Боровского уезда.
С 1861 года Адуево стало центром Адуевской волости Медынского уезда.
В 1929 году образован Адуевский сельский совет.

## Население
| 2002 | 2010 |
| ---- | ---- |
| 289  | ↘279 |

### Историческая численность населения
Согласно переписи населения 1897 года в селе Адуево Медынского уезда насчитывалось 944 человека (386 мужчин и 558 женщин), из них 941 — православные.
По данным на 1914 год в селе проживало 1453 человека.

## Инфраструктура
Личное подсобное хозяйство с зоной сельскохозяйственного использования, индивидуальная застройка усадебного типа. Деревообрабатывающее предприятие.
Фельдшерско-акушерский пункт.
Адуевская сельская библиотека. В 1904 году открыта библиотека читальни Комитета попечительства о народной трезвости. В 1954 году, в соответствии с Решением исполкома Медынского Райсовета № 20-325 «Об открытии библиотек Адуевской, Степановской и Никитской сельских советов», начала свою деятельность Адуевская сельская библиотека.

## Транспорт
Село доступно автотранспортом.  